# Giampiero Calloni
Giampiero Calloni (Milano, 21 luglio 1938 – Busto Arsizio, 24 febbraio 2024) è stato un calciatore italiano, di ruolo centravanti.

## Carriera
Collezionò 290 presenze e 77 gol in Serie B con Pro Patria, Messina, Verona, Novara e Reggiana. Registrò anche 96 presenze in Serie C con Rovereto e Pro Patria.

## Palmarès

### Club

#### Competizioni nazionali
- Serie C: 1

Pro Patria: 1959-1960
- Serie B: 1

Messina: 1962-1963